# Lotte Meitner-Grafová
Lotte Meitner-Grafová (nepřechýleně Lotte Meitner-Graf; 1898 nebo 1899, Vídeň – 1973, Londýn) byla rakouská portrétní fotografka známá svými černobílými fotografiemi.

## Životopis
Meitner-Grafová se s rodinou přestěhovala do Anglie v roce 1937 a v roce 1953 otevřela vlastní studio na adrese Old Bond Street 23. Frisch v jejím nekrologu v deníku The Times poznamenal, že „jistě je jen málo vzdělaných lidí, kteří neviděli některý z fotografických portrétů Lotte Meitner-Grafové, ať už na přebalu knihy (příkladem může být autobiografie Bertranda Russella nebo knížka Music all around me Antonyho Hopkinse), na obalu gramofonové desky, nebo na koncertním programu".
Fotografovala Alberta Schweitzera, hudebníky Marion Andersonovou, Klemperera a Menuhina; herce Johna Gielguda a Dannyho Kaye; a vědce Lorda Blacketta, Williama Lawrence Bragga, biochemistku Dorothy Hodgkinovou nebo biologa Maxe Perutze.